# 元岡公立學校

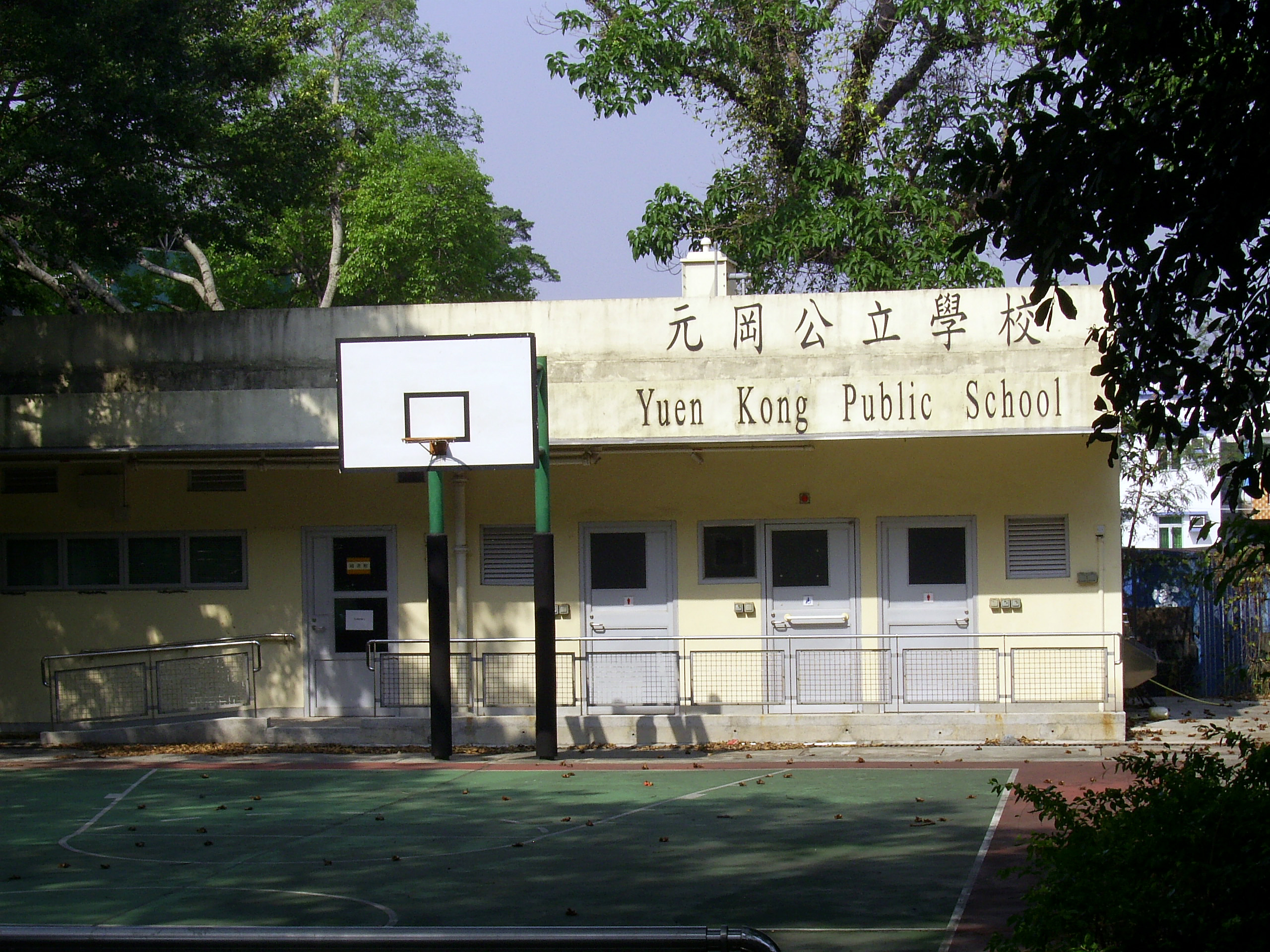
元岡公立學校

元岡公立學校（Yuen Kong Public School），英文簡寫為 YKPS，是一所由香港政府教育局津貼的全日制小學，於1958年創校，位於香港新界元朗八鄉錦上路，至今已超過67年歷史。該校最初由元崗村村民，以私塾形式舉辦學校，校舍則於1963年正式啟用。由政府撥款進行多次改善校舍工程，該校校舍設備完善，設有六間課室及一間特別室（電腦室），而各室均設有分體冷氣設備，進一步改進學校設施。由於學生人數太少，此校已經停辦。

## 校訓
「謙信勤敏」代表「謙遜有禮，虛心受教信守諾言，語出必行勤奮堅毅，努力向上敏於處事，慎於言行」。

## 歷史

### 學校歷史
曾經進行多於一次的學校改善工程。

### 歷屆校長
歷屆校長的在任期間：
- 華保全先生
- 王寵祺先生

## 辦學宗旨
秉承該校優越條件，發展成小班教學典範。

### 家課政策
每天每班都由負責老師給予適量的家課，目的是促進學生的學習，以及鞏固學生在校學習的知識。

### 測驗及考試
全年共舉行四次考試。

### 教學模式

#### 多元學習評估
- 進展性評估
- 總結性評估
- 多元化模式
- 發展性評估
- 總結性評估
- 多樣化評估
  - 口試
  - 聆聽表達力
  - 學習態度
  - 其他

## 上課時間
| 上課時間：             | 星期：       |
| 上午8時10分至下午4時正 | (星期一至五) |

午膳時間：下午12時20分至12時50分

## 班級結構
四至六年級各設一班。

## 學校設備
- 該校設有：
  - 六間標準課室
  - 電腦室
  - 操場
  - 圖書館
  - 禮堂
- 每間課室均安裝分體冷氣設備。
- 視聽設備包括：如液晶體投影機及實物投影機等。
- 幫助有特殊學習需要學生的設備有：
  - 傷殘廁所
  - 輪椅通道

## 課外活動

### 學藝班
為了讓學生有多元化的發展，該校設有不同類型的學藝班，包括:中國舞、中國畫、跆拳道、古箏、琵琶、二胡、笛子及英語遊戲等。

## 校內活動
- 親子同樂嘉年華 (2005年1月8日)
- 認識我們的樹木

## 家長教師會
| 主席、會長： | 黃艷瑜女士 ( 麥太 )             |
| 副會長：     | 王寵祺校長                      |
| 秘書：       | 羅勗忞老師、梁燕華女士 ( 賴太 ) |
| 康樂：       | 許綺雯老師、陳麗娟女士 ( 曾太 ) |
| 財政：       | 高婉芬老師、李佩蓮女士 ( 張太 ) |
| 總務：       | 侯綺華老師、黃燕群女士 ( 梁太 ) |

## 未來
元岡公立學校未來的發展方向如下：
全面實踐反思探究、創意解難教學策略，並推動多元智能和全人發展。

## 腳注
1. ↑  ">. 香港教育城.   [2008-01-05].